# Bampton Castle (Oxfordshire)

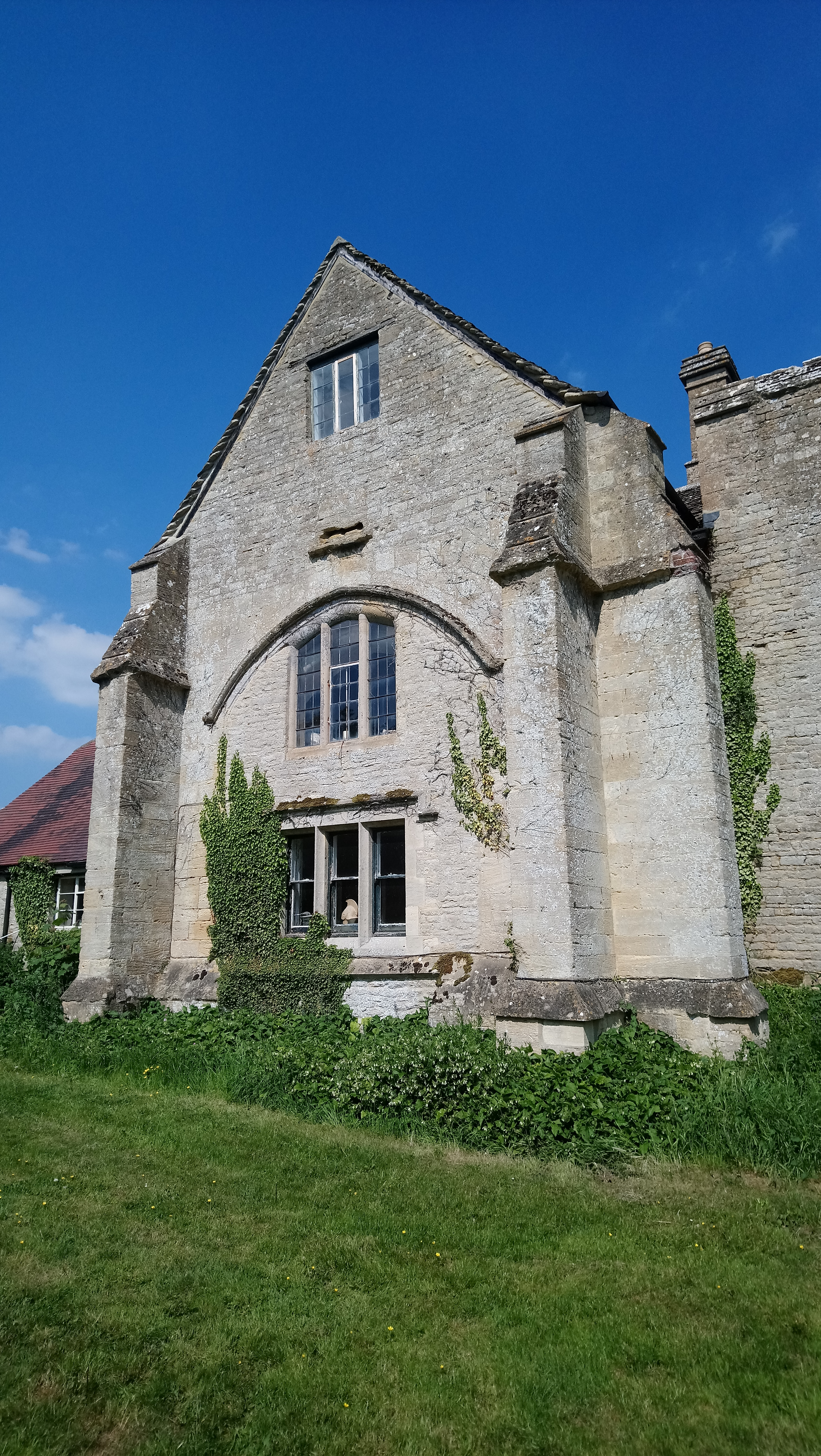

Bampton Castle war eine Burg im Dorf Bampton in der englischen Grafschaft Oxfordshire.
Über die Bauzeit gibt es sehr unterschiedliche Angaben: Der britische Historiker Plantagenet Somerset Fry meint, dass die Burg in der Regierungszeit König Stephans um 1142 auf Geheiß von Kaiserin Matilda als Motte entstanden sei, eine andere Quelle nennt die Jahre 1314/1315, während der Regierungszeit König Eduards II., als Aymer de Valence, 2. Earl of Pembroke, die Erlaubnis erhielt, „aus seinem Haus in Bampton eine Burg zu machen“.
Die Burg wurde vor 1789 abgerissen, aber Teile der Gebäude wurden in ein Landhaus namens Ham Court integriert, das von English Heritage als historisches Gebäude II*. Grades gelistet ist.
In der Nähe gab es eine Funkstation der RAF names RAF Bampton Castle.
Die Burg in ihrem Zustand in den 1360er-Jahren diente als Vorlage für die mittelalterliche Mystery-Serie von Mel Starr, deren erste Geschichte The Unquiet Bones, the first chronicle of Hugh of Singleton surgeon ist.
„Bampton Castle“ hieß auch die Vermittlungsstelle des Dorfes. Vermutlich nannte man sie so um Verwechslungen mit anderen Vermittlungsstellen in Großbritannien, die ebenfalls „Bampton“ hießen, aber keine Burgen hatten, zu vermeiden. Die Vermittlungsstelle existiert noch heute und ist für Bampton und die benachbarten Orte zuständig. Sie liegt besonders nah am Standort der ehemaligen Burg.